# Rubén da Silva
Rubén Fernando da Silva Echeverrito (Montevidéu, 11 de abril de 1968) é um treinador e ex-futebolista uruguaio que atuava como atacante. Atualmente, está sem clube.
Ele é irmão mais novo do também ex-atacante e atual técnico Jorge da Silva.

## Carreira
Silva integrou a Seleção Uruguaia de Futebol na Copa América de 1989, 95 e 97.

## Títulos

### Como jogador
Danubio
- Campeonato Uruguaio: 1988 e 2004

River Plate
- Campeonato Argentino: 1989–90

Rosario Central
- Copa Conmebol: 1995

Seleção Uruguaia
- Copa América: 1995

Nacional
- Campeonato Uruguaio: 2000

## Artilharias
Danubio
- Campeonato Uruguaio: 1988 – 23 gols

River Plate
- Campeonato Argentino (Torneo Clausura): 1993 – 13 gols

Rosario Central
- Copa Conmebol: 1995 – 4 gols (ao lado de Horacio Carbonari)
- Campeonato Argentino (Torneo Apertura): 1997 – 15 gols